# 布鲁斯·莫阿特
布鲁斯·莫阿特（英語：Bruce Mouat，1994年8月27日—），生于爱丁堡，苏格兰男子冰壶运动员。他曾代表英国参加2022年冬季奥林匹克运动会冰壶比赛，获得男子四人银牌和混合双人第四名。